# Briefmarken-Jahrgang 1945 der Deutschen Reichspost
Der Briefmarken-Jahrgang 1945 der Deutschen Reichspost umfasste vier Sondermarken, zwei weitere waren in Vorbereitung, sind aber nicht mehr zur Ausgabe gelangt, alle waren mit einem Zuschlag versehen. Dauermarken wurden in diesem Jahr nicht ausgegeben. Es gibt keine verlässlichen Angaben zu der Auflagenhöhe der Briefmarken. Gültig waren alle Briefmarken dieses Jahrgangs bis zur Kapitulation im Mai des Jahres. Für diesen Jahrgang ist die Verwendung eines Sammlerausweises für den Sondermarkenbezug nachgewiesen.

## Bemerkung
Im Amtsblatt Nr. 10 vom 30. Januar verfügte Reichspostminister Wilhelm Ohnesorge die Ausgabe von vier Sonderzuschlagsmarken mit „sinnbildlichen Darstellungen von Gliederungen der Partei“ plus der Zuschlagsmarke „Volkssturm“. Als ursprünglicher Ausgabetermin war der 15. März vorgesehen. Die Marke „Volkssturm“ wurde allerdings bereits kurze Zeit später auf Februar vorgezogen. Dafür sollten die beiden anderen Werte „Parteiformationen SA und SS“ am so genannten Führergeburtstag erscheinen.
Bereits im April waren große Gebiete des Deutschen Reichs von alliierten Truppen besetzt und die deutschen Behörden, so auch die Reichspost, nicht mehr voll handlungsfähig. Alle Briefmarken wurden in der Staatsdruckerei Wien hergestellt. Wie die Briefmarken nach der Wiener Operation zu den Berliner Postämtern gelangt waren, ist bis heute ungeklärt. Ein Lufttransport war jedenfalls nicht mehr möglich. Die beiden letzten noch ausgegebenen Briefmarken sind dadurch nur noch sehr wenig im freien Postverkehr zur Frankatur verwendet worden. Bekannt sind einige wenige Einschreibebriefe, die an einzelnen Postschaltern in Berlin wenige Tage vor dem Waffenstillstand (→Schlacht um Berlin) verkauft worden sind, so dass die Möglichkeit einer regulären Postbeförderung oder postamtlichen Entwertung bestand. Diese Werte auf echt gelaufenen Briefen zählen somit als „kleines Highlight“ in der Philatelie; es gibt hier jedoch fast ausschließlich Stempelfälschungen, sogar mit gefälschten Attesten und Prüfzeichen. Derzeit werden diese Stücke nicht vom Bund Philatelistischer Prüfer geprüft.
Die Marken „Parteiformationen SA und SS“ existieren sowohl gezähnt als auch ungezähnt. Die bislang einzigen (anerkanntermaßen) als echt entwerteten Stücke tragen den Stempel des Postamtes Berlin C und datieren vom 23. April 1945. Vorgenannter Postschalter war bis Ende April 1945 geöffnet. Es ist jedoch nicht auszuschließen, dass die dortigen Postbeamten die Marken in nicht bekannter Anzahl selbst entwertet und später in Umlauf gebracht haben. Angesichts des hohen Michelwertes für gestempelte Stücke in älteren Katalogen kursieren derzeit Unmengen nachgestempelter Marken der Michelnummern 909 und 910. Am leichtesten erkennt man eine Stempelfälschung bei dieser Ausgabe am exakt mittig (in 12-Uhr-Position) abgeschlagenen Stempel, das Datum nur knapp über der unteren Zähnungsreihe. In den neueren Katalogen werden keine Preise mehr für diese beiden Nummern angegeben, da „vermutlich ausschließlich“ rückdatierte Stempel existieren.
Vorsicht ist geboten bei Belegen, die mit beiden Marken frankiert und mit Berliner Postamtsstempeln entwertet wurden. Oftmals tragen diese Briefe auch unaptierte NSDAP-Siegel oder mit Schreibmaschinenschrift getippte Zusätze wie „NSDAP“ oder „Oberkommando der Wehrmacht“. Auch der aufgedruckte Reichsadler mit dem Hakenkreuz in den Fängen kommt auf derartigen Briefen vor. Diese Stücke haben sich ausschließlich als plumpe Fälschungen aus der Hand ein und desselben Plagiators herausgestellt. Zumal es für diese Dienststellen eigene Dienstmarken gab.
Die letzten zwei bereits gedruckten Briefmarken kamen offiziell nicht mehr zur Ausgabe, einzelne Marken sind jedoch, eventuell durch Drucker oder Postbeamte gerettet worden und damit der Philatelie erhalten geblieben. Echt gelaufene Briefe, das heißt gestempelte Briefmarken, kann es mit diesen Marken aber nicht geben.
Ab Mai 1945 übernahm der alliierte Kontrollrat die Verwaltung Deutschlands und damit auch die Hoheit über die Post. Zunächst mit Briefmarken der Reichspost, deren Hoheitssymbole, wie zum Beispiel Hakenkreuz und Hitlerporträt, überdruckt wurden. Aber dann auch mit eigenen, neuen Marken wurde die Post in Deutschland wieder reaktiviert.

## Liste der Ausgaben und Motive
Legende
- Bild: Eine bearbeitete Abbildung der genannten Marke. Das Verhältnis der Größe der Briefmarken zueinander ist in diesem Artikel annähernd maßstabsgerecht dargestellt. Sollten keine Marken abgebildet sein, liegt es daran, dass das Urheberrecht des Künstlers noch nicht erloschen ist.
- Beschreibung: Eine Kurzbeschreibung des Motivs und/oder des Ausgabegrundes. Bei ausgegebenen Serien oder Blocks werden die zusammengehörigen Beschreibungen mit einer Markierung versehen eingerückt.
- Wert: Der Frankaturwert der einzelnen Marke in Pfennig. Ein „+“ bedeutet, dass es sich um eine Zuschlagsmarke handelt (= Frankaturwert + Spende).
- Ausgabedatum: Das Datum des erstmaligen Verkaufs dieser Briefmarke.
- Auflage: Soweit bekannt, wird hier die zum Verkauf angebotene Anzahl dieser Ausgabe angegeben.
- Entwurf: Soweit bekannt, wird hier angegeben, von wem der Entwurf dieser Marke stammt.
- Mi.-Nr.: Diese Briefmarke wird im Michel-Katalog unter der entsprechenden Nummer gelistet.

| Sondermarken | |                  |                                 |         |                        |       |
| Bild         | Beschreibung                                                                                                   | Werte in Pfennig | Ausgabe- datum (1945)           | Auflage | Entwurf                | MiNr. |
|              | 600. Jahrestag der Verleihung der Stadtrechte an Oldenburg Graf Anton Günther auf seinem Apfelschimmel Kranich | 6+14             | 6. Januar                       |         | Ernst Rudolf Vogenauer | 907   |
|              | Volkssturm Soldaten des Volkssturms unter einem Adler                                                          | 12+8             | Februar                         |         | Erich Meerwald         | 908   |
|              | Parteiformationen SA und SS - Soldat der SA                                                                    | 12+38            | 20. April                       |         | René Ahrlé             | 909   |
|              | - Soldat der SS - Im Hintergrund Jakob Grimminger mit der Blutfahne                                            | 12+38            | 20. April                       |         | Erich Meerwald         | 910   |
|              | Paramilitärische Unterstützungstruppen - Nationalsozialistisches Kraftfahrkorps                                | 12+38            | gelangte nicht mehr zur Ausgabe |         | Theo Matejko           | X     |
|              | - Nationalsozialistisches Fliegerkorps                                                                         | 12+38            | gelangte nicht mehr zur Ausgabe |         | H. Zeiler              | XI    |